# Ptilotula ornata
El mielero adornado (Ptilotula ornata) es una especie de ave paseriforme de la familia Meliphagidae endémica de Australia.

## Taxonomía
Fue descrito científicamente por el ornitólogo inglés John Gould en 1838 como Ptilotis ornatus. El epíteto específico ornatus es la palabra latina para «adornado, decorado o espléndido».
Fue clasificado previamente en el género Lichenostomus, pero se trasladó a Ptilotula tras el resultado de un análisis de filogenética molecular publicado en 2011, que demostró que el género original era polifilético.

## Distribución
Es endémica del sur de Australia, donde se distribuye en bosques y sabanas, desde el extremo suroeste de Australia Occidental, a través del sur de Australia Meridional (incluyendo la isla Canguro y las islas cercanas), hasta la zona central de Nueva Gales del Sur y el noroeste de Victoria (al oeste de la Gran Cordillera Divisoria).